# Barranco de Casau
El barranco de Casau es un afluente del río del río Garona situado en el Valle de Arán al norte de la provincia de Lérida (España).
Discurre por el centro del Valle de Arán en el municipio de Viella y Medio Arán, nace cerca del pico de Montpius y el Santet de Casau, antes de desembocar en el río Garona transcurre cerca de las poblaciones de Casau y Gausac.